# Guillermo Varela
Guillermo Varela Olivera (Montevidéo, 24 de março de 1993) é um futebolista uruguaio que atua como lateral-direito, lateral-esquerdo e volante. Atualmente, joga pelo Flamengo e pela Seleção Uruguaia.

## Carreira
Apesar de ser contratado pelo Manchester United desde 2013, estreou pela equipe principal em 5 de dezembro de 2015, contra o West Ham pela Premier League de 2015–16.
Em 23 de julho, foi anunciado seu empréstimo ao Eintracht Frankfurt por uma temporada.
Em 24 de maio de 2017, foi dispensado do Eintracht Frankfurt após fazer uma tatuagem, contrariando a recomendação do departamento médico do clube e do treinador Niko Kovač. Como a tatuagem inflamou, o jogador perdeu a final da Copa da Alemanha no dia 27, contra o Borussia Dortmund.
Em 12 de agosto de 2017, deixou o Manchester United, voltando ao Uruguai para jogar no Peñarol.
Em 20 de dezembro de 2018, assinou até 2023 com o København, da Dinamarca.

### Flamengo
Em 30 de julho de 2022, assinou com o Flamengo por empréstimo até maio de 2023.

#### 2022
Varela fez apenas seis jogos em sua primeira temporada no Flamengo.
Em dezembro de 2022, assinou com o Flamengo até 2027, cujo contrato se inicia após o término do empréstimo pelo Dínamo de Moscou.

#### 2023
Varela passou a maioria do ano como reserva da lateral direita do Flamengo para diferentes jogadores. No dia 15 de agosto, durante o treino do time rubro negro, Varela se envolveu em uma briga com seu companheiro Gerson, na ocasião, o meio campista acertou um soco na cara do uruguaio, que saiu da confusão com um nariz quebrado.
A temporada de Varela não foi boa, ele não passou confiança e terminou o ano como terceira opção, ainda fez 21 jogos porém sem muito brilho. 

#### 2024
Com a chegada de Tite, Varela voltou a desempenhar a função que fazia melhor no futebol europeu, pois Tite utilizava uma "linha de quatro" atrás, onde os laterais não sobem muito e participam mais da fase de construção de jogo. Varela tem como principal característica a parte defensiva e foi um dos pilares da ótima fase do setor no ínicio da temporada.
Em 24 de outubro, Guillermo Varela entrou em polêmica, após ele ser flagrado no meio do conflito de torcedores do Peñarol com a Polícia Militar, no Recreio dos Bandeirantes, Zona Oeste do Rio de Janeiro. Ele chegou a ser abordado por policiais durante o cenário de baderna provocado por uruguaios. Em pronunciamento oficial sobre o caso, o lateral explicou que estava no meio do conflito para resgatar dois amigos.

## Seleção Uruguaia
Disputou o Campeonato Mundial Sub-20 de 2013 na qual a Seleção Uruguaia foi vice-campeã.
Fez sua estreia pela Seleção Uruguaia principal em amistoso contra a Polónia, no dia 10 de novembro de 2017.

## Títulos
Manchester United
- Copa da Inglaterra: 2015–16

Peñarol
- Campeonato Uruguaio: 2017 e 2018
- Supercopa do Uruguai: 2018

Copenhague
- Superliga Dinamarquesa: 2018–19

Flamengo
- Copa Libertadores da América: 2022
- Campeonato Carioca: 2024 e 2025
- Copa do Brasil: 2024
- Supercopa Rei: 2025

### Prêmios individuais
- Melhor lateral direito do Campeonato Uruguaio (periódico "Referí"): 2017[14]
- Melhor lateral direito do Campeonato Carioca: 2024